# 風のサンサーラ ー天罰の翼ー
「風のサンサーラ －天罰の翼－」（かぜのさんさーら －てんばつのつばさ－）は、佐渡ヶ島ソフトウェア（旧 合同会社あるかりそふと）が開発・販売していたゲームソフト。ジャンルはノベルゲーム。2019年7月27日にAndroid、Amazon AppStore向けに配信を開始。2021年2月23日から3月23日まで小説投稿サイトである小説家になろうにライトノベル版「風のサンサーラ －天罰の翼－」を投稿。
2022年7月13日、リメイク版「風のサンサーラ －天罰の翼－」が発表され、対応機種はWindows、Xbox Series X/S、Xbox One。2022年夏に発売予定であったが、2022年12月24日に発売予定となった。しかし、配信直前に新潟県を中心に起きた大雪の混乱と停電を受け、最終的にWindows版を未定に、Xbox Series X/S、Xbox Oneは近日公開となった。
また元々ゲーム実況を許可していなかったがゲーム実況を許可、ゲームエンジンの修正アップデート作業のためAndroid、Amazon AppStoreの配信は停止中で2022年4月6日以降、順次再開予定。また、iOS版の開発も示唆されていたが開発段階の2018年時点を最後に続報がない。

## 概要
佐渡ヶ島ソフトウェア（旧 合同会社あるかりそふと）が開発・発売した第三作目のソフト。
西暦2265年と西暦3276年との物語がそれぞれつながりのある内容になっている。
リメイク版ではシューティングゲーム要素が新たに加わり、原作では語られなかったシナリオの追加がされる。また、リメイク版の発売を控えた2022年10月30日には本作の世界観を解説するエクストラムービーが公開された。

## あらすじ
西暦2265年
世界政府は、責任感のある人間をうみだすべく、「サンサーラ法」という法律を制定する。
この法律は、15歳を迎えた少年少女たちの在籍するクラスの中から一名「クシャトリア」という戦士を選出するものである。
「クシャトリア」は天罰機という戦闘機に乗ってアスラという存在との戦いに臨む。
また、選んだ者たちは「ヴァイシャ」と呼ばれ、クシャトリアに選ばれた者が死ぬまでの様子を断片的に見せられる。
「クシャトリア」として偵察戦隊・レトリバー小隊に配属された空はドゥルガー型強行偵察機・セラと出会う。
西暦3276年
「粟島」（あわしま）という小島の住民たちはミサイルによる無差別攻撃に頭を抱えていた。
この島で唯一ミサイルが当たらないという天空神社の唯一の巫女である灯火とアルバイトの巫女・桜は神社の地下は女性型ロボットのセラを見つける。彼女たちは、セラを用いてミサイルの発生源を叩く…すなわち空を祓うことにした。

## 登場人物
セラ
声：じゅりあん
ドゥルガー型強行偵察機と呼ばれるロボット。
あすみ
声：日向結希
アスラと呼ばれる者たちの王。

### 西暦2265年
明弘（あきひろ）
声：倉島憲
- 天罰機：トリプラ

レトリバー小隊の隊長。もともとは不良少年であり、「クシャトリア」を卒業したら、自分を選出した者たちに復讐するつもりでいる。
咲夜（さくや）
声：古都ことり
- 天罰機：パールヴァティ

勝気だが、自らのやさしさを隠そうとしている。
クラスで人気の男子生徒を振ってしまった際、彼を慕う者たちやそれに同調した者たちによって「クシャトリア」に選出された。
空（そら）
声：木戸契
レトリバー小隊の新兵。コミュニケーションが苦手。
未希（みき）
声：東條まりあ
打撃戦隊であるモグラ小隊に所属していた少女。モグラ小隊壊滅後に戦闘放棄し、奴隷階級シュードラにうつされた。

### 西暦3276年
灯火（あかり）
声：風鈴みすず
天空神社の唯一の巫女。両親をミサイル攻撃で亡くしている。
桜
声：やえ
天空神社のアルバイト。両親をミサイル攻撃で亡くしている。昔のメカを調べるのが好き。